# Stayc
STAYC (Szutheisszi (스테이씨, StayC), a Star To A Young Culture rövidítése) egy dél-koreai lánycsoport, amelyet a High Up Entertainment alapított. A csoport hat tagból áll: Sumin, Sieun, Isa, Seeun, Yoon és J. 2020. november 12-én debütált a Star to a Young Culture című debütáló minialbum kiadásával.

## Név
A csoport neve, a STAYC, a „Star To A Young Culture”-ből alkotott betűszó, és arra hivatott, hogy „tükrözze az együttes célját, mely a popkultúra dominálása”.

## Történet

### 2016–2019: Debütálás előtt
Sieun a debütálás előtt közismert volt Pak Namdzsung veterán énekesnő lányaként, valamint olyan drámákban játszott szerepeiért, mint a The Good Wife, Queen for Seven Days, és The Crowned Clown. Az SBS Drama Awards 2018-ban elnyerte az Ifjúsági színészi díjat Still 17-ben játszott szerepéért.
Seeun színésznőként volt ismert, olyan műsorokban tűnt fel, mint a The Guardians és a Circle.

### 2020: Debütálás aStar to a Young Cultureminialbummal

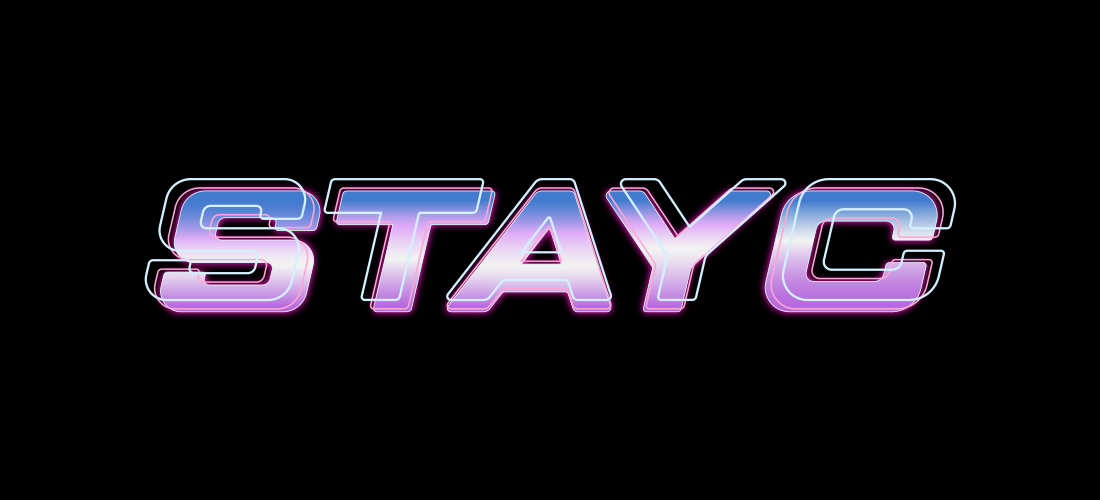
A STAYC hivatalos logója

Szeptember 8-án bejelentették, hogy a High Up Entertainment Black Eyed Pilseungja bemutatja első lánycsoportját, amelynek első tagját Sieun-t nevezték ki.
Október 8-án a High Up Entertainment bejelentette, hogy a csoport novemberben debütál. Három utolsó tag – Isa, J és Yoon október 12-én, 13-án és 14-én előzményfilmekkel kerültek bemutatásra. Október 22-én minialbumuk címe Star to a Young Culture névvel be lett jelentve, a So Bad című kislemezzel. A kedvcsináló ütemterve ugyanazon a napon jelent meg. A kislemezt a bejelentések szerint Black Eyed Pilseung készítette, amely olyan korábbi slágereiről ismert, mint a TT, Touch My Body, Roller Coaster és a Dumhdurum. A produkciós duó a csoport hangzását a „Teen Fresh” kifejezéssel írta le, amely a „Teen” és a „Fresh” kombinációja volt, kiemelve a csoport „egyedi egyéni hangszínét”.  Az album megjelenése előtt az 1theK YouTube oldalán keresztül mutattak promóciókat a csoportról. Ide tartoztak olyan csoportok tánc-feldolgozásai, mint a Blackpink, a BTS és a Stray Kids, amelyek több mint 1 millió megtekintést kaptak, valamint a Twice és a Red Velvet dalainak vokális feldolgozása, amelyek több mint 2 millió megtekintést kaptak.
November 12-én megjelent az album So Bad című vezető dalának videoklipje, amely az első 24 órában több mint 2,6 millió megtekintést kapott. A minialbum ugyanazon a napon jelent meg, és a megjelenés első napján több mint 4300 példányt adtak el, a legtöbbet egy debütáló lánycsoport számára 2020-ban. Az első héten több mint 10 000 példányt adtak el, amely egy lánycsoport első debütáló albuma lett 2020-ban.  Az albumot a VLIVE bemutatóján is népszerűsítették, népszerűsítve mind a főlemezt, a So Bad-et, és a B oldali Like This-t.  A csoport 2020. november 13-án debütált a KBS zenei show-ján, a KBS Music Banknál,  amelyet a Show Champion, az Ingigayo és a The Show fellépései követtek. Az album a heti Gaon Album Chart 17. helyén debütált. A So Bad a Billboard K-pop Hot 100 90. helyén, a World Digital Song Sales toplistáján pedig a 21. helyen debütált.

### 2021-jelen:Staydom
A Staydom című második kislemezével és vezető kislemezével, az ASAP-pel.  Az album megjelenésével egymás után kiadott ASAP videoklipje kilenc nap alatt elérte a 20 millió megtekintést. Bejutottak a Billboard K-pop 100 heti listára is.
Címadó daluk a koreai zenei platformok csúcsára is eljutott, köztük a Melon, a Bugs és a Genie-re is. Debütálásuk óta óriási szeretetet kapnak, és megdöntik a zenei toplisták legmagasabb rekordját. A Staydom első hónapjában 56 198 példányt adott el, így a STAYC az első 2020-as újonc lánycsoport, amely több mint 50 000 példányt adott el egyetlen albummal.

## Tagok
- Pe Szumin (Bae Sumin), művésznevén Sumin (Szumin (hangul: 수민?))
- Pak Siun (Park Si-eun), művésznevén Sieun (Sziun (hangul: 시은?))
- I Cshejong (Lee Chaeyoung) művésznevén Isa (Aisza (hangul: 아이사?))
- Jun Szeun (Yun Seeun), művésznevén Seeun (Szeun (hangul: 세은?))
- Szim Dzsajun (Shim Ja-yun), művésznevén Yoon (Jun (hangul: 윤?))
- Csang Jeun (Jang Yeeun), művésznevén J (Csei (hangul: 재이?))

## Diszkográfia

### Minialbumok
| Cím                     | Album részletei                                                                                               | Toplistás helyezések | Eladási adatok |
| Cím                     | Album részletei                                                                                               | KOR                  | Eladási adatok |
| ----------------------- | --- | -------------------- | -------------- |
| Star to a Young Culture | - Megjelent: 2020. november 12 - Kiadó: High Up Entertainment - Formátumok: CD, digitális letöltés, streaming | 6                    | - KOR: 34,023  |
| Staydom                 | - Megjelent: 2021. április 8 - Kiadó: High Up Entertainment - Formátumok: CD, digitális letöltés, streaming   | 9                    | - KOR: 72,836  |

### Középlemezek
| Cím        | Album részletei                                                                           | Toplistás helyezések | Eladási adatok |
| Cím        | Album részletei                                                                           | KOR                  | Eladási adatok |
| ---------- | ----------------------------------------------------------------------------------------- | -------------------- | -------------- |
| Stereotype | - Megjelent: TBA - Kiadó: High Up Entertainment - Formátumok: CD, zeneletöltés, streaming | ?                    | ?              |

### Kislemezek
| Cím                                                    | Év   | Toplistás helyezések | Toplistás helyezések | Toplistás helyezések | Eladási adatok | Album                   |
| Cím                                                    | Év   | KOR                  | KOR                  | US World             | Eladási adatok | Album                   |
| Cím                                                    | Év   | Gaon                 | Hot                  | US World             | Eladási adatok | Album                   |
| ------------------------------------------------------ | ---- | -------------------- | -------------------- | -------------------- | -------------- | ----------------------- |
| So Bad                                                 | 2020 | 159                  | 82                   | 21                   | N/A            | Star to a Young Culture |
| ASAP                                                   | 2021 | 9                    | 9                    | —                    | N/A            | Staydom                 |
| "—": Nem volt toplistán vagy nem jelent meg a régióban |      |                      |                      |                      |                |                         |

### Egyéb toplistás dalok
| Cím                                                    | Év   | Toplistás helyezések | Album   |
| Cím                                                    | Év   | KOR                  | Album   |
| ------------------------------------------------------ | ---- | -------------------- | ------- |
| "So What"                                              | 2021 | —                    | Staydom |
| "Love Fool" (사랑은 원래 이렇게 아픈 건가요)           | 2021 | —                    | Staydom |
| "—": Nem volt toplistán vagy nem jelent meg a régióban |      |                      |         |

## Filmográfia

### Zenei videók
| Év   | cím      | Rendező(k)                      | Ref.   |
| ---- | -------- | ------------------------------- | ------ |
| 2020 | "So Bad" | I Mindzsun, I Hajong (MOSWANTD) | [ 27 ] |
| 2021 | "ASAP"   | Szamin Han (Dextor-Lab)         | [ 28 ] |

## Díjazások, jelölések
| Díjátadó ceremónia           | Év   | Kategória                        | Résztvevő | Eredmény | Ref.   |
| ---------------------------- | ---- | -------------------------------- | --------- | -------- | ------ |
| Brand Customer Loyalty Award | 2021 | Best Female Rookie Award         | STAYC     | Elnyerte | [ 29 ] |
| Brand of the Year Awards     | 2021 | Female Rookie Idol Award         | STAYC     | Függőben | [ 30 ] |
| Gaon Chart Music Awards      | 2021 | New Artist of the Year – Digital | So Bad    | Jelölve  | [ 31 ] |
| Seoul Music Awards           | 2021 | Rookie of the Year               | STAYC     | Jelölve  | [ 32 ] |
| Seoul Music Awards           | 2021 | K-wave Popularity Award          | STAYC     | Jelölve  | [ 32 ] |
| Seoul Music Awards           | 2021 | Popularity Award                 | STAYC     | Jelölve  | [ 32 ] |

## Fordítás
Ez a szócikk részben vagy egészben  a   STAYC című angol Wikipédia-szócikk ezen változatának fordításán alapul.  Az eredeti cikk szerkesztőit annak laptörténete sorolja fel. Ez a jelzés csupán a megfogalmazás eredetét és a szerzői jogokat jelzi, nem szolgál a cikkben szereplő információk forrásmegjelöléseként.